# Aigues-Vives, Ariège
Aigues-Vives là một xã ở tỉnh Ariège, thuộc vùng Occitanie ở phía tây nam nước Pháp.